# Unknown Mortal Orchestra
Unknown Mortal Orchestra est un groupe composé de musiciens d'origine américaine et néo-zélandaise, formé à Auckland. Le groupe est composé du chanteur, guitariste et compositeur Ruban Nielson, du bassiste Jake Portrait ainsi que du batteur Riley Geare. Le groupe débuta avec Ruban Nielson (issu du groupe The Mint Chicks).

## Biographie

### Formation et débuts
Au printemps 2010, le chanteur et guitariste Ruban Nielson sort la chanson Ffunny Ffrends sur sa page Bandcamp. La chanson est partagée sans information concernant son créateur. Rapidement, des blogueurs populaires ont partagé la chanson et l'ont popularisée. Poussé par le partage et les nombreuses tentatives pour retrouver son auteur, Nielson a finalement admis que son groupe Unknown Mortal Orchestra était à l'origine de cette chanson.
Le premier album éponyme du groupe est publié le 21 juin 2011 chez Fat Possum Records. L'album est rapidement bien accueilli. Pitchfork lui attribue une note de 8.1. Au printemps 2012, le groupe remporte un Taite Music Prize pour l'album.

### II

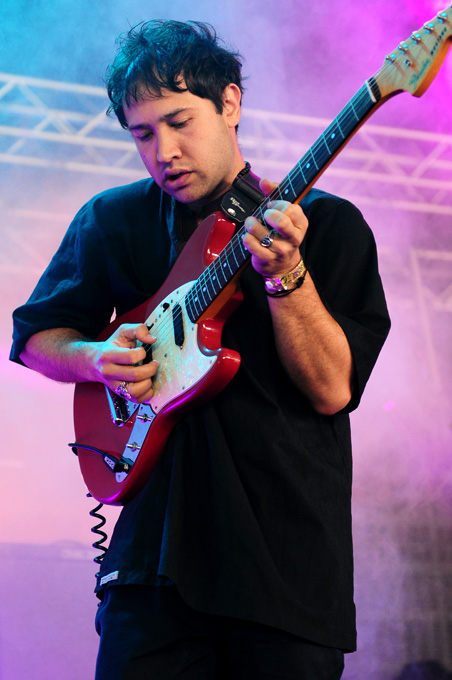
Ruban Nielson.

En septembre 2012, Unknown Mortal Orchestra annonce sa signature au label Jagjaguwar et la sortie d'un deuxième album. Le deuxième album de la Unknown Mortal Orchestra, II, est publié le 5 février 2013. Le premier single de l'album, intitulé Swim and Sleep (Like a Shark), est publié en format 45 tours pendant leur tournée avec Grizzly Bear.
II est très bien accueilli par la presse spécialisée. En novembre 2013, il remporte la catégorie de meilleur album alternatif aux New Zealand Music Awards. II est nommé pour le Taite Music Prize 2014, une remise de prix annuelle en Nouvelle-Zélande. Clash Music attribue à l'album une note de 9 sur 10, explique que « de l'ouverture de From the Sun, qui rappelle la psychedelia à la George Harrison, et le shuffle tendre de Secret Xtians, II possède une production surprenante [...]. » Paste Magazine considère l'album « moderne, principalement centré sur le psyché des années 1960, avec plein de hooks et de fuzz qui vont faire hooker et fuzzer. » Le NME félicite la capacité de Ruban à faire de ses morceaux des « œuvres chaleureuses et fuzzy. »
Pendant l'hiver 2012, Unknown Mortal Orchestra embarque dans une tournée mondiale en soutien à l'album. La tournée s'effectue en Australie, dans quelques villes de Nouvelle-Zélande et avec une halte en Europe. Le groupe tourne intensément en Amérique du Nord aux côtés de Foxygen. En mars 2013, Unknown Mortal Orchestra est nommé l'un des 30 groupes à voir par Fuse TV au SXSW. Unknown Mortal Orchestra joue constamment à guichet fermé en Amérique du Nord et en Europe, puis annonce en avril terminer sa tournée à fin 2013. En été, ils jouent dans les grands festivals comme le Roskilde Festival, le Pukkelpop et Lowlands.
Le 25 février 2013, Unknown Mortal Orchestra fait ses débuts télévisés américains à l'émission Late Night with Jimmy Fallon. Le 29 octobre 2013, le groupe publie un EP intitulé Blue Record. Il comprend des versions acoustiques des morceaux issus de leur dernier album.

### Multi-Love
Le 5 février 2015, le groupe annonce un troisième album, Multi-Love. Peu après, ils publient leur premier single, nommé « meilleur nouveau morceau » par Pitchfork. Multi-Love est publié le 26 mai 2015. Il est bien accueilli par la presse spécialisée.
Après sa sortie, UMO embarque pour une tournée en Europe et en Amérique du Nord. Le 12 août, UMO joue Multi-Love au Late Night with Seth Meyers. Le 25 août, ils jouent Can't Keep Checking My Phone à l'émission Conan. Le 16 février 2016, le groupe joue au Last Call with Carson Daly. Can't Keep Checking My Phone est inclus dans le jeu vidéo FIFA 16.

### Sex & Food
Le quatrième album du groupe, intitulé Sex & Food, sort le 6 avril 2018.

## Discographie

### Albums studio
| Titre                    | Détails                                                                                              | Meilleure position | Meilleure position | Meilleure position | Meilleure position | Meilleure position | Meilleure position | Meilleure position | Meilleure position | Meilleure position | Meilleure position |
| Titre                    | Détails                                                                                              | NZ                 | AUS                | BEL (Fla.)         | BEL (Wa.)          | P-B.               | R-U                | US                 | US Heat.           | US Indie           | US Rock            |
| ------------------------ | --- | ------------------ | ------------------ | ------------------ | ------------------ | ------------------ | ------------------ | ------------------ | ------------------ | ------------------ | ------------------ |
| Unknown Mortal Orchestra | - Publié : 21 juin 2011 - Label : Fat Possum Records - Format : CD, vinyle, Cassette, téléchargement | 35                 | —                  | —                  | —                  | —                  | —                  | —                  | 39                 | —                  | —                  |
| II                       | - Publié : 5 février 2013 - Label : Jagjaguwar - Format : CD, LP, cassette, téléchargement           | 38                 | —                  | 120                | —                  | 96                 | 122                | 170                | 2                  | 26                 | 48                 |
| Multi-Love               | - Publié : 26 mai 2015 - Label : Jagjaguwar - Format : CD, LP, cassette, téléchargement              | 14                 | 45                 | 70                 | 158                | 37                 | 44                 | 98                 | —                  | 7                  | 12                 |
| Sex & Food               | - Publié : 6 avril 2018 - Label : Jagjaguwar - Format : CD, LP, cassette, téléchargement             | 9                  | 76                 | 63                 |                    |                    |                    |                    |                    |                    |                    |
| V                        | - Publié : 17 mars 2023 - Label : Jagjaguwar - Format : CD, LP, cassette, téléchargement             |                    |                    |                    |                    |                    |                    |                    |                    |                    |                    |

### EP
- 2013 : Blue Record

### Singles
- 2010 : Ffunny Ffrends (Unknown Mortal Orchestra)
- 2011 : How Can You Luv Me
- 2013 : So Good at Being in Trouble
- 2013 : Swim and Sleep (Like a Shark)
- 2013 : From the Sun
- 2015 : Multi-Love
- 2015 : Can't Keep Checking My Phone
- 2016 : First World Problem
- 2016 : Shakedown Street
- 2018 : American Guilt
- 2018 : Not in Love We're Just High
- 2021 : SB-09